# Ерке
Ерке (ісп. erke) — традиційний південноамериканський духовий музичний інструмент. Поширений на півночі Аргентини (провінції Жужуй, Сальта і Тукуман), на півночі Чилі, в південній частині Болівії, гірських районах Перу та Еквадору.

## Опис

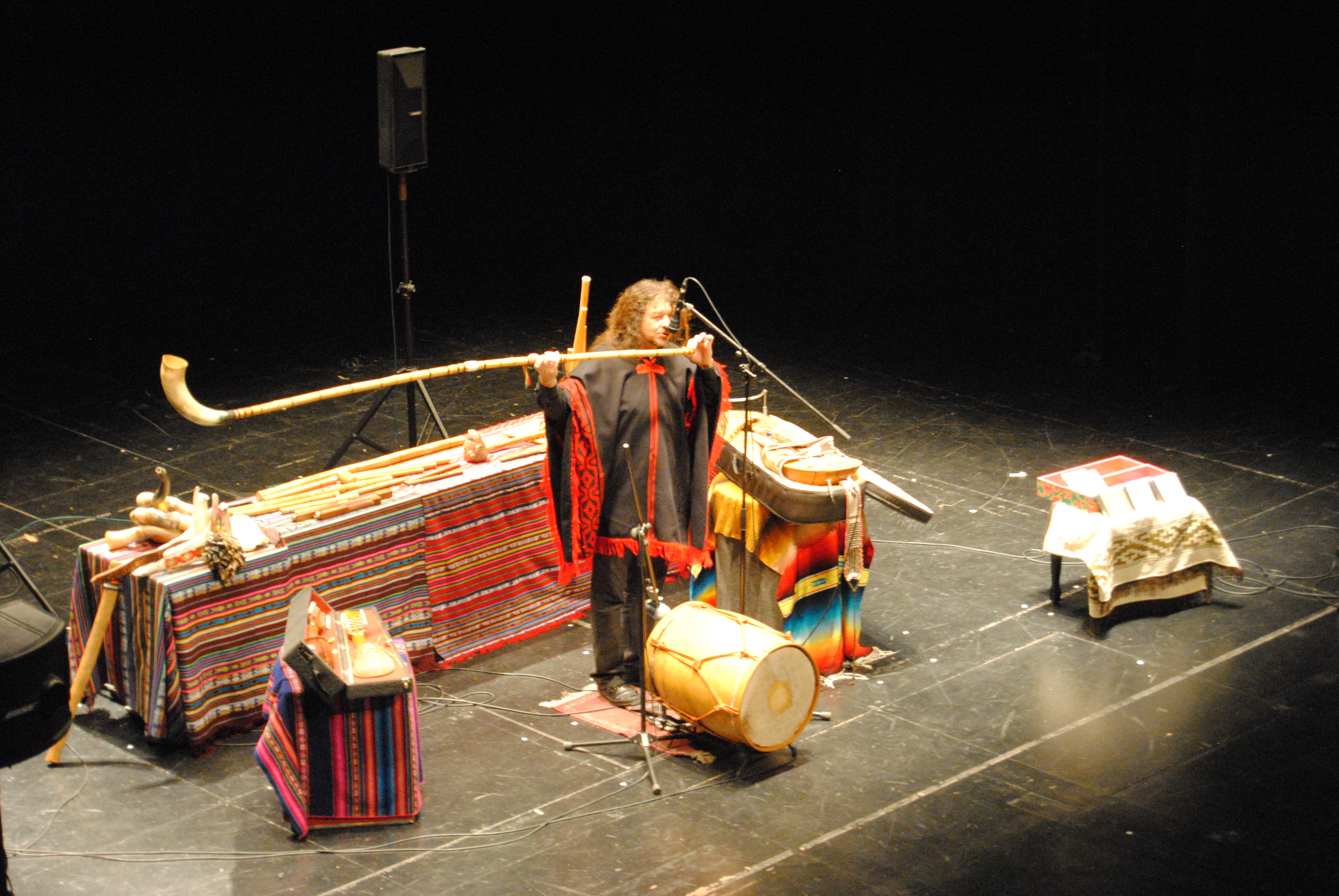

Ерке складається з п'яти і більше трубок з тростини, які з'єднані між собою кінцями, утворюючи довгу трубку. Ззовні трубка обтягнута кишкою або тканиною. У кінці трубка завершується зрізаним коров'ячим рогом або мідним розтрубом. Довжина ерке — 3-7 метрів, найчастіше 4 метри. Звук видобувається вдуванням в амбушурний отвір. Типовий ерке немає язичка. Під час гри рот прикривається долонею і завдяки зміні положення руки змінюється тональність звуку.

## Використання
Традиційно, місцеве населення (кріоло) використовують ерке у релігійних ритуалах. Вважається, що гра на ерке викликає сніг, тому на ньому грають взимку або ранньою весною. Влітку він може викликати заморозки. Професійно на ерке грають, переважно, лише на етнічних фестивалях.

## Подібні інструменти
У народу мапуче, що теж проживає на півночі Чилі та Аргентини, є подібний інструмент — трутрука, який виготовляється з тростини та коров'ячого рога, проте у нього трубка з тростини зігнута у коло. У цьому з регіоні є інструмент меншого розміру — еркенчо, який не має довгої трубки з тростини та завдовжки близько 30 см. В Альпах подібним інструментом є альпійський горн, що виготовляється зі стовбура ялини.